# Michelle Alozie
Michelle Chinwendu Alozie (* 28. April 1997 in Apple Valley, Kalifornien) ist eine in den USA geborene nigerianische Fußballspielerin.

## Karriere

### Klub
Nachdem sie bis 2014 für ihre Highschool-Mannschaft, die Granite Hills Cougars, gespielt hatte, war sie ab 2015 während ihrer Zeit am College bis 2018 erst für die Yale Bulldogs und danach im Jahr 2019 nochmal für die Tennessee Volunteers aktiv. Zwar registrierte sie sich dann für den College Draft im Jahr 2019, wurde jedoch nicht ausgewählt.
Im Januar 2020 verschlug es sie so nach Kasachstan, wo sie einen Vertrag beim amtierenden Meister BIIK Kazygurt unterschrieb. Nach drei Monaten hier kehrte sie aufgrund der COVID-19-Pandemie aber wieder in die USA zurück. In der Vorsaison 2021 schloss sie sich dann auf provisorischer Basis Houston Dash an. Im Juni 2021 unterschrieb sie dann hier einen Vertrag als National Team Replacement Player. Einen Monat später folgte dann ein Vertrag über den kompletten Rest der laufenden Saison 2021. Danach gehörte sie auch noch weiter dem Team an und verlängerte ihren Vertrag hier im Dezember 2022 bis ins Jahr 2024.

### Nationalmannschaft
Am 10. Juni 2021 kam sie zu ihrem ersten Länderspiel für die nigerianische A-Nationalmannschaft, wo sie bei der 0:1-Freundschaftsspielniederlage gegen Jamaika zur 65. Minute für Oluwatosin Demehin eingewechselt wurde. Nach weiteren Freundschaftsspielen war sie dann auch Teil des Kaders beim Afrika-Cup 2022 und kam hier auf fünf Einsätze im Laufe des Turniers.
Am 16. Juni 2023 wurde sie für den nigerianischen Kader bei der Weltmeisterschaft 2023 nominiert, kam in jedem der vier Spiele ihres Teams zum Einsatz und schied mit der Mannschaft im Achtelfinale gegen die Engländerinnen aus.